# Dzika Polska

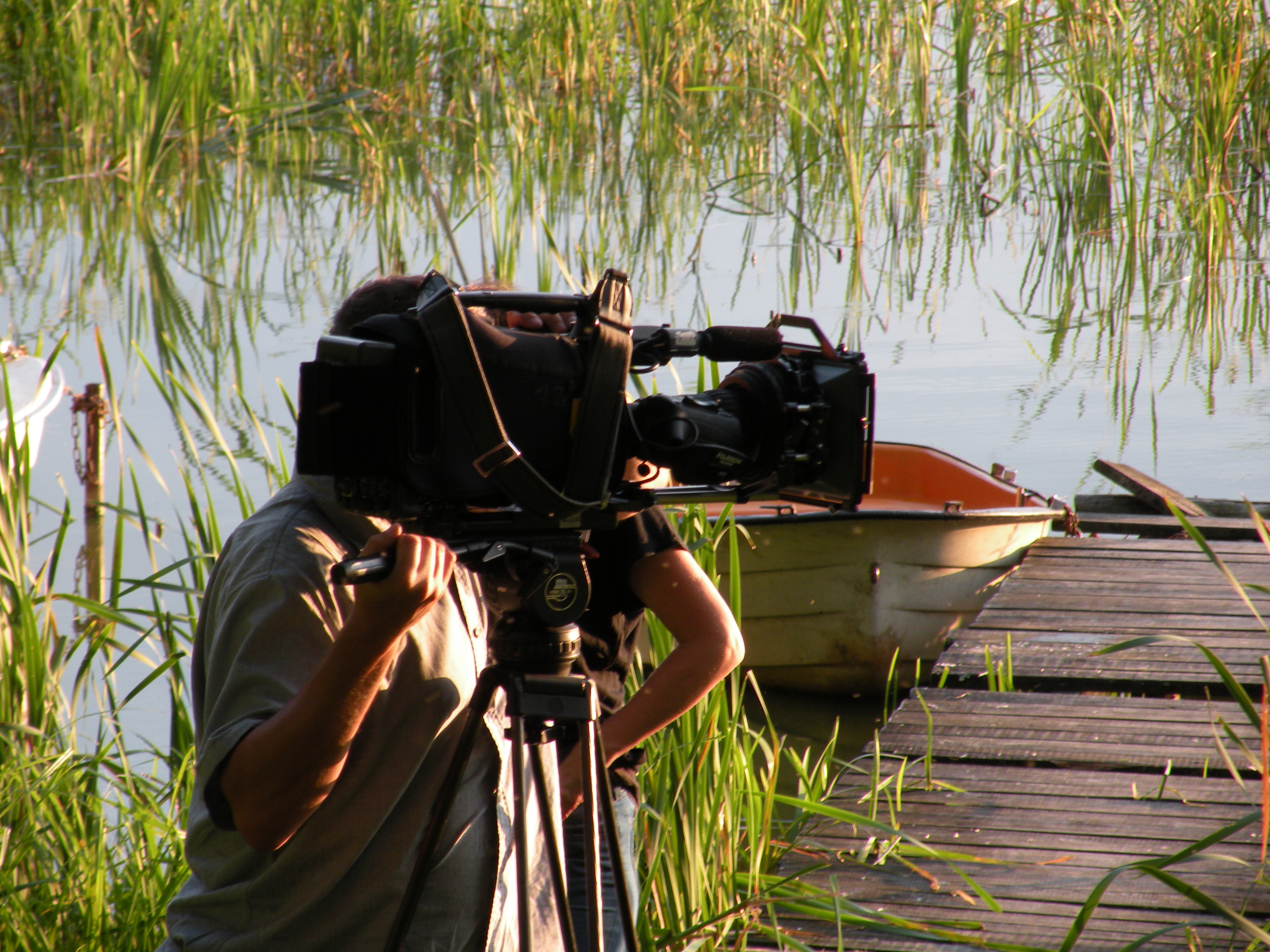
Tomasz Michałowski, ekipa filmowa programu Dzika Polska w trakcie realizacji filmu o chruścikach (lipiec 2013, Łajs)

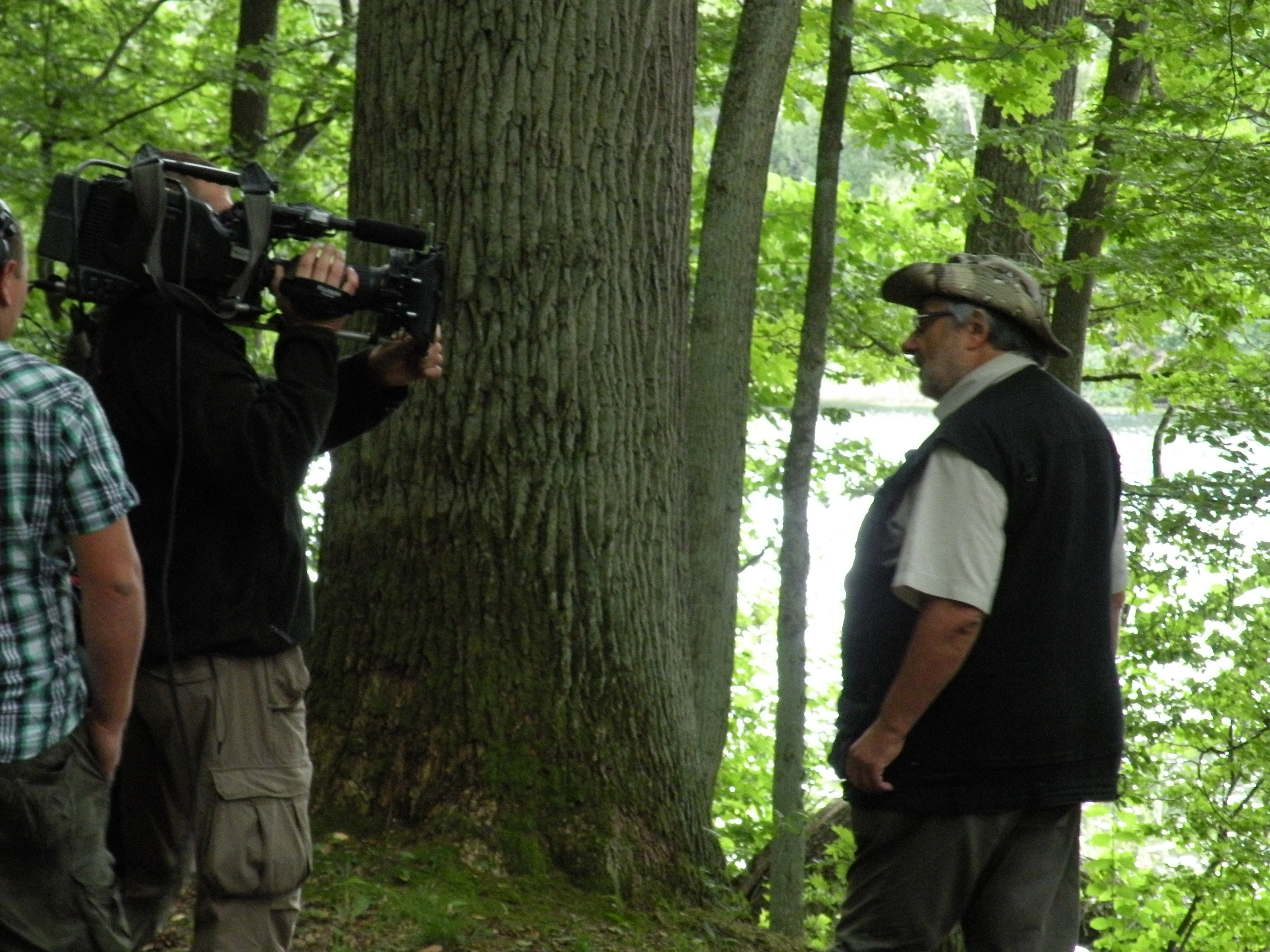
Ekipa filmowa programu Dzika Polska w trakcie realizacji filmu o chruścikach (lipiec 2013, Rezerwat Las Warmiński)

Dzika Polska – cykl filmów dokumentalnych o polskiej przyrodzie powstający dla Telewizji Polskiej (w 2007 dla TVP Polonia).
W latach 2007–2013 powstało 168 odcinków trwających ok. 28 minut każdy. W roli prowadzących występują miłośnicy przyrody, m.in.: Tomasz Kłosowski, Artur Tabor, Marcin Kostrzyński i Marzenna Nowakowska.
Scenariusz i reżyseria – Dorota Adamkiewicz, Joanna Łęska 

Zdjęcia – Tomasz Michałowski

Montaż – Anna Dymek

Dźwięk – Iwo Klimek 

Grafika – Grzegorz Nowiński

Organizacja produkcji – Iwona Nowak
W filmach pokazywano piękno polskiej przyrody, widziane zarówno okiem uczonych, jak podróżników i artystów. Realizatorzy filmów odwiedzają miejsca nieznane, tajemnicze i dziwne, spotykając się przy okazji z przewodnikami i naukowcami. Dzika Polska to swego rodzaju wędrowna i stale wzbogacana, bogato ilustrowana filmowa encyklopedia polskiej przyrody.
W 2012 część filmów wydano na dwóch płytach DVD w albumie Dzika Polska. Bogatsze życie. Album wydany został przez EID, Forestfilm.
Na płytach znalazły się filmy:
- Ich maleńki modraszek
- Uskrzydlone związki
- Ślimaki na zakręcie
- Pożądane żądła
- Inżynierowie z zębem
- Pastwisko dla susła
- Uważnie o ważkach
- Ukochana żółwica
- Wilcze manewry
- Ryjek wiecznie głodny
- Dwanaście tysięcy grzybów w barszcz
- Drapieżnicy w galarecie
- Żywy relikt mokradeł
- Nie przytulajmy niedźwiedzi
- Wykuwanie różnorodności
- Dni, w których wypłynęła wydra
- Lecą żurawie
- Biały król nieba

## Nagrody
- Nagroda PAP i Ministerstwa Szkolnictwa Wyższego Popularyzator Nauki w kategorii: dziennikarz, instytucja nienaukowa
- Nagroda Rady Programowej TV Polonia „Kryształ” za najlepszy cykl anteny w roku 2007
- Nowogard (Ogólnopolski Przegląd Filmów Ekologicznych) – Grand Prix za odcinek Świat w ziarnku piasku
- Sopot (Festiwal Filmów Popularnonaukowych) – Grand Prix za odcinek Dyskretny urok śluzowca
- Sopot (Festiwal Filmów Popularnonaukowych) – Nagroda Finalistów za odcinek Zaklęte w bursztynie